# Theodor Steinweg
Christian Friedrich Theodor Steinweg (* 6. November 1825 in Seesen; † 26. März 1889 in Braunschweig) war ein Sohn des Tischlermeisters, Orgel- und Klavierbauers Heinrich Engelhard Steinweg (Henry E. Steinway, dem Gründer der Firma Steinway & Sons), Klavierbauer und Pianofortefabrikant.

## Leben

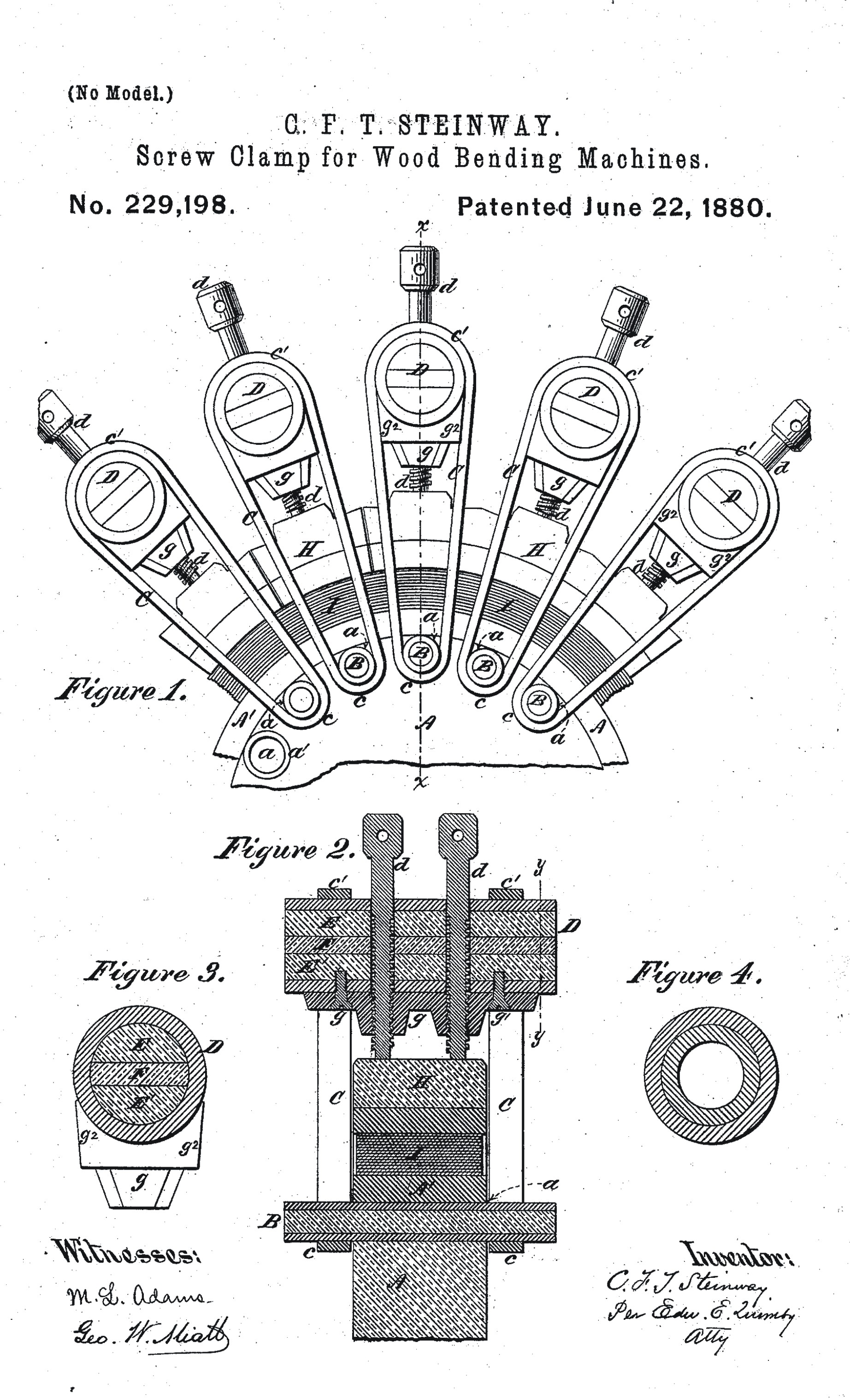
Steinway-Patent für einen Rimbiegeblock

Als sein Vater mit der restlichen Familie 1851 nach New York auswanderte, bekam er im Alter von 25 Jahren die bereits seit 1835 bestehende väterliche Klavierbauwerkstatt in Seesen übertragen. Bald nach dem Weggang des Vaters verlegte Theodor Steinweg die Werkstatt nach Wolfenbüttel. Im Jahre 1858 trat Friedrich Grotrian als Teilhaber in den Betrieb ein. Die Produktionsstätte wurde ins benachbarte Braunschweig verlegt. Theodor Steinweg hielt zahlreiche Patente für Neuerungen im Klavierbau. Ein Ideenaustausch mit der Familie in Amerika sorgte für zahlreiche innovative Entwicklungen.
Theodor Steinweg verkaufte 1865 den Betrieb in Braunschweig an Wilhelm Grotrian; die Firma nannte sich fortan Grotrian, Helfferich, Schulz, Th. Steinweg Nachf. Theodor folgte seiner Familie nach New York, nachdem seine Brüder Heinrich am 11. März 1865 in New York und Karl am 31. März 1865 in Braunschweig gestorben waren. In Amerika nannte er sich Theodore Steinway.
Seinen Lebensabend verbrachte Theodor Steinweg ab 1880 wieder in Braunschweig. Per Testament vermachte er seine wertvolle Musikinstrumentensammlung dem Städtischen Museum.
Neben Wilhelm Raabe, Ludwig Hänselmann oder Konrad Koch gehörte auch Theodor Steinweg den „Kleidersellern“, einer geselligen Vereinigung in Braunschweig an. Zudem war er Mitglied der Wolfenbütteler Freimaurerloge „Wilhelm zu den drei Säulen“.

## Bedeutung
Nachdem die Steinway-Pianos auf den Weltausstellungen in London und Paris (und später 1876 in Philadelphia) große Erfolge erzielten, initiierte Theodor – obwohl er die väterlichen Geschäftsanteile an Grotrian und Helffrich verkauft hatte – für Steinway wiederum eine europäische Fertigung. Zum einen, um Zoll- und Transportkosten zu sparen, zum anderen, um die Verdrahtung mit der europäischen Klavierbautechnik zu behalten. Er fädelte 1866, kurz nach seinem Umzug nach New York in der Folge des Todes zweier jüngerer Brüder, die Kooperation mit den Gebrüdern Mangeot in Nancy/Frankreich ein, die über einige Jahre in ihre Gehäuse („Umbau“) die von Steinway aus New York gelieferten Grundkörper (Rahmen und Resonanzboden = sog. „Raste“) und Mechaniken einbauten, die als „Mangeot-Steinway“ verkauft wurden.
Theodor betrieb dann zusammen mit seinem wesentlich jüngeren Bruder William die Entscheidungsfindung für eine eigene Fabrik, zu errichten entweder in England (London) oder aber Deutschland (Hamburg), was zuletzt 1880 realisiert wurde. Diese Hamburger Fabrik war eine eigenständige Gesellschaft, nur William und Theodor Steinway waren Anteilseigner.
Theodor war zwar 1865 nach den Todesfällen seiner Brüder dem väterlichen Ruf nach New York gefolgt – und hatte seine Geschäftsanteile an seine Braunschweiger Partner verkauft, hatte aber an dem Leben in New York keinen Gefallen gefunden. Es zog ihn nach Deutschland zurück. Er, der Älteste, beriet stets den erheblich jüngeren Bruder Wilhelm/William, sinngemäß „Junger Mann, tue dies, lasse jenes“.
C.F. Theodor Steinweg war einer der produktivsten Erfinder und Patentanmelder in der Geschichte des Pianos: mehr als 45 Patente gehen auf seine Entwicklungsarbeiten zurück. Als wichtigste seiner Erfindungen darf wohl die Einzeltastenmechanik bei Flügeln gelten, 1871 für Steinway patentiert. Seit dem Entschwinden der „Wiener Mechanik“ werden Flügel-Spielmechaniken nur noch so gebaut, wie es im Wesentlichen Theodor Steinweg entwickelt hatte: ohne Nachbartöne zu tangieren, ist der Ausbau des Hebegliedes und des Hammers eines einzelnen Tones und auch der Wiedereinbau mit engen Befestigungstoleranzen, die das Einstellen wesentlich erleichtern, möglich. Die Lagesicherung des Hammergelenks, der sogenannten „Hammernuss“, und der Hebegliednuss auf speziell profilierten Messingrohren ist bis heute bei Steinway unverändert zu finden, aktuelle Hämmer lassen sich auf Anhieb an Mechaniken des Jahres 1872 montieren, und vice versa uralte Hämmer und Hebeglieder auch an moderne Mechaniken. Theodors Clou war, ein stabiles Gestell mit Messingrohren zu bauen, in denen innen jedoch Holzstäbe verpresst waren. Sie erlaubten weiterhin die den Klavierbauern vertraute Einschraubtechnik mittels Holzgewindeschraube zu nutzen – bei wesentlich verbesserter Stabilität und Genauigkeit.
Ebenso werden die Gehäuse von Flügeln überall auf der Welt nur noch nach der Methode gebaut, wie sie 1880 Theodor Steinweg erfand: dünne, sehr lange Holzblätter in mehreren Lagen miteinander zu verleimen und auf einer Flügelform-Vorrichtung angebogen und fest verschraubt zum Trocknen zu bringen. Die vorherige Methode der Flügelgehäusefertigung war wesentlich aufwendiger und fehleranfälliger: sie erforderte das Zusammensetzen von Hölzern, Eckleisten und insbesondere der über Dampf in einer S-Kurve gebogenen rechten Seitenwand. Die Arbeiten des Dampfbiegens erforderten sehr erfahrene Schreiner. Hierbei trat sehr viel Ausschuss auf. Angesichts der Tatsache, dass dickes Holz für die Gehäuse zudem jahrelang zum Trocknen braucht, bis es zum Klavierbau verwendet werden kann, war Theodors Erfindung der verleimten Rim-Kontur aus dünnen Sägeschnitt-Blättern von erheblicher betriebswirtschaftlicher Bedeutung: diese Methode ermöglichte es, aus dem kostbaren gelagerten Holzbestand schneller und fehlersicher Gehäuse zu fertigen, und sie sparte zudem Material.
Theodor war der europäische Counterpart für die intensiven Briefkontakte der Steinways über den Atlantik und später die Transatlantik-Telegramme. Dieser Austausch der Steinway-Brüder an Gedanken und Ideen zur Verbesserung der Klaviere führte in der Endphase der Klavierbauentwicklung zwischen 1860 und 1885 zu einer großen Menge an US-Patentanmeldungen. Mit Bruder Theodors Briefen und Skizzen aus Braunschweig und Hamburg meldeten die New Yorker Brüder oft umgehend Patente an und ließen sich diese Ideen schützen. So gehen etliche Steinway-Patente, die nicht direkt mit dem Namen Theodors verbunden sind, wie diejenigen von Henry Steinway jr. (Heinrich) und Charles Steinway (Karl), zu einem Teil auf seine Arbeiten und Ideen zurück.